# Самовтілюване пророцтво
Самовтілюване пророцтво — передбачення, яке здійснюється принаймні частково через віру або сподівання людини на те, що воно істинне. Самовтілювані пророцтва являють собою приклад загальнішого феномену позитивного зворотного зв'язку. Віра у пророцтво може суттєво вплинути на поведінку людей таким чином, що їхні подальші дії самі призводять до справдження передбачення, що може мати як негативні, так і позитивні результати. Навіть банальне навішування ярликів на когось/щось здатне вплинути на сприйняття людини/речі і створити самовтілюване пророцтво. Протилежність самовтілюваного пророцтва самовідворотне пророцтво, що своїм існуванням відвертає загадане майбутнє.
Мотив самовтілюваного пророцтва відомий з міфології Стародавньої Греції та Індії, але популяризований був у XX столітті американським соціологом Робертом Кінгом Мертоном. Також зустрічається в численних художніх творах.

## Історія поняття
1948 року соціолог Роберт Кінг Мертон у статті «The Self-Fulfilling Prophecy», що вийшла в журналі «Antioch Review», висунув концепцію самовтілюваних пророцтв, за яких очікування певних подій призводять до дій, які справджують очікування. Як приклад він наводив вигаданий банк Картрайта Міллінджвіля, що збанкрутував через поширення чуток про його неплатоспроможність. Одного разу до банку одночасно приходить багато вкладників і новоприбулі розцінюють це як те, що банк перебуває в скрутному становищі — усі бажають забрати вклади. Передбачаючи його банкрутство, усе більше і більше людей забирають вклади й через це банк дійсно лишається банкрутом.
Мертон визначив самовтілюване пророцтво як «початково хибне визначення ситуації, яке спричиняє поведінку, що робить хибне уявлення істинним». Тобто, уявлення про можливе майбутнє безпосередньо впливає на поведінку людей і створює це саме майбутнє, роблячи раніше уявлення про нього правдивим. Соціолог Вільям Айзек Томас виклав основну теорему соціальних наук таким чином: «Якщо люди визначають ситуації як реальні, вони реальні за своїми наслідками».

## Самовтілювані пророцтва в культурі

### Міфи
Одним з найвідоміших прикладів нібито самовтілюваного пророцтва є давньогрецький міф про Едіпа. Герой Едіп дізнався від Оракула, що мусить триматися якнайдалі від батьківщини, інакше він уб'є рідного батька й одружиться з матір'ю. Покинувши батьківщину, Едіп у своїх подорожах вбив незнайомця і зайняв трон Фів, взявши за дружину вдову вбитого царя Лая Іокасту. Зрештою з'ясувалося, що вбитий ним незнайомець був Лаєм, його справжнім батьком, а Іокаста — матір'ю.
Матір Паріса в міфах про Троянську війну отримала при народженні сина лиховісне видіння, а ворожбит провістив, що Паріс знищить Трою. Хлопчика було кинуто на поживу звірам, але він вижив і, вирісши, викрав Єлену, що спричинило Троянську війну і падіння Трої.
Насправді, якщо придивитися до вищезгаданих прикладів уважно, то видно, що це приклади не самовтілюваного пророцтва, а просто міфічного пророцтва, яке справдилось, оскільки дії персонажів, що призвели до його втілення, не пов'язані з пророцтвом: Едіп вбивав незнайомця не для того, щоб повпливати на пророцтво, так само як і Паріс викрадав Єлену не для того, щоб Троя впала або не тому, що вона впаде. Іншими словами, щоб пророцтво вважалось самовтілюваним, дії героїв мають бути такими, що закономірно призведуть до його справдження, а не випадково.

### Кінематограф
У «Зоряних війнах» Енакін Скайвокер отримав образ смерті коханої Падме, у пошуках способу відвернути це здійснив моральне падіння (перейшов на Темний бік Сили) і цим вчинком став причиною смерті Падме.
Фантастичний фільм «Час розплати» описує машину для перегляду майбутнього, яка складає самовтілювані пророцтва.
Фільм «Земля майбутнього» зображає машину для показу майбутнього, яка показавши кінець світу загрожує стати його причиною.

### Ігри
Персонаж Warhammer 40,000 Гор отримав від богів видіння майбутнього, де його держава Імперіум загрузла в тоталітаризмі й релігійному фанатизмі, його батька шанують як бога, а ім'я Гора зганьблено. Повставши проти батька, Гор спричинив громадянську війну та занепад Імперіуму, в ході чого пророковане збулося.
У серії відеоігор God of War, що базується на давньогрецькій міфології, Зевс дізнається, що буде вбитий одним зі своїх дітей, котрий має особливий знак на тілі. Він припускає, що це напівбог Деймос і викрадає його. Унаслідок, брат Деймоса, Кратос, робить собі татуювання як у нього, вирушає помститися Зевсу і вбиває його.